# Animagique
Animagique était une attraction du parc Walt Disney Studios de Disneyland Paris. Fermée le 31 janvier 2016, elle a été remplacée en juillet 2016 par Mickey et le Magicien. Elle était située dans le Studio 3, un théâtre d'architecture Spanish Revival, tel que les cinémas de Hollywood dans les années 1930. Le spectacle donné tous les jours dans cette salle entraînait les visiteurs dans l'imaginaire Disney et rendait hommage aux films d'animation de Disney.
L'histoire racontait l'intrusion de Donald dans le monde magique de Disney. Le spectacle utilisait une technique de manipulation d'origine Japonaise appelée "Bunraku" et de la tradition du "théâtre de lumière noire" de Prague. Ce scénario était assez proche de celui de l'attraction Mickey's PhilharMagic ouverte en 2003 au Magic Kingdom, en 2005 à Hong Kong Disneyland et en 2011 à Tokyo Disneyland.

## Synopsis
Le spectacle s'ouvre dans les Walt Disney Studios : Mickey et Donald sont en plein travail et cherchent de l'inspiration pour de nouveaux ouvrages. Le temps passe, les idées viennent et les deux se livrent à un combat de dessin jusqu'à ce qu'il ne soit l'heure pour Mickey d'aller se coucher. Il donne alors quelques indications à Donald, lui souhaite une bonne soirée et lui précise qu'il ne faut surtout pas entrer dans "la pièce du fond", en laissant bien en évidence la clef de l'immense porte du fond. Donald, n'écoutant que sa curiosité de petit canard, saisit la clef et décide de braver l'interdit. Il traverse la porte et se retrouve alors dans la grande cinémathèque où sont entreposées toutes les bobines des films Disney à travers le temps. Il redécouvre alors plusieurs séquences du monde merveilleux :
- La parade des Eléphants Roses (inspiré de Dumbo)
- La jungle, avec Baloo et le Roi Louie (inspiré de Le Livre de la Jungle)
- Sous l'océan, avec Sébastien et Polochon (inspiré de La Petite Sirène)
- Le Rocher de la fierté, avec Rafiki, Zazu, Simba et Nala (inspiré du Roi Lion)

## L'attraction
- Ouverture : 16 mars 2002 (avec le parc)
- Fermeture : 31 janvier 2016
- Lieu : Animagique Théâtre
- Capacité : 1 100 places
- Durée : 20 min environ
- Type d'attraction : Spectacle de marionnettes/personnages
- Situation : 48° 52′ 05″ N, 2° 46′ 44″ E
- Attraction à venir :
  - Mickey et le Magicien dès le 2 juillet 2016